# Tadeusz Kojder

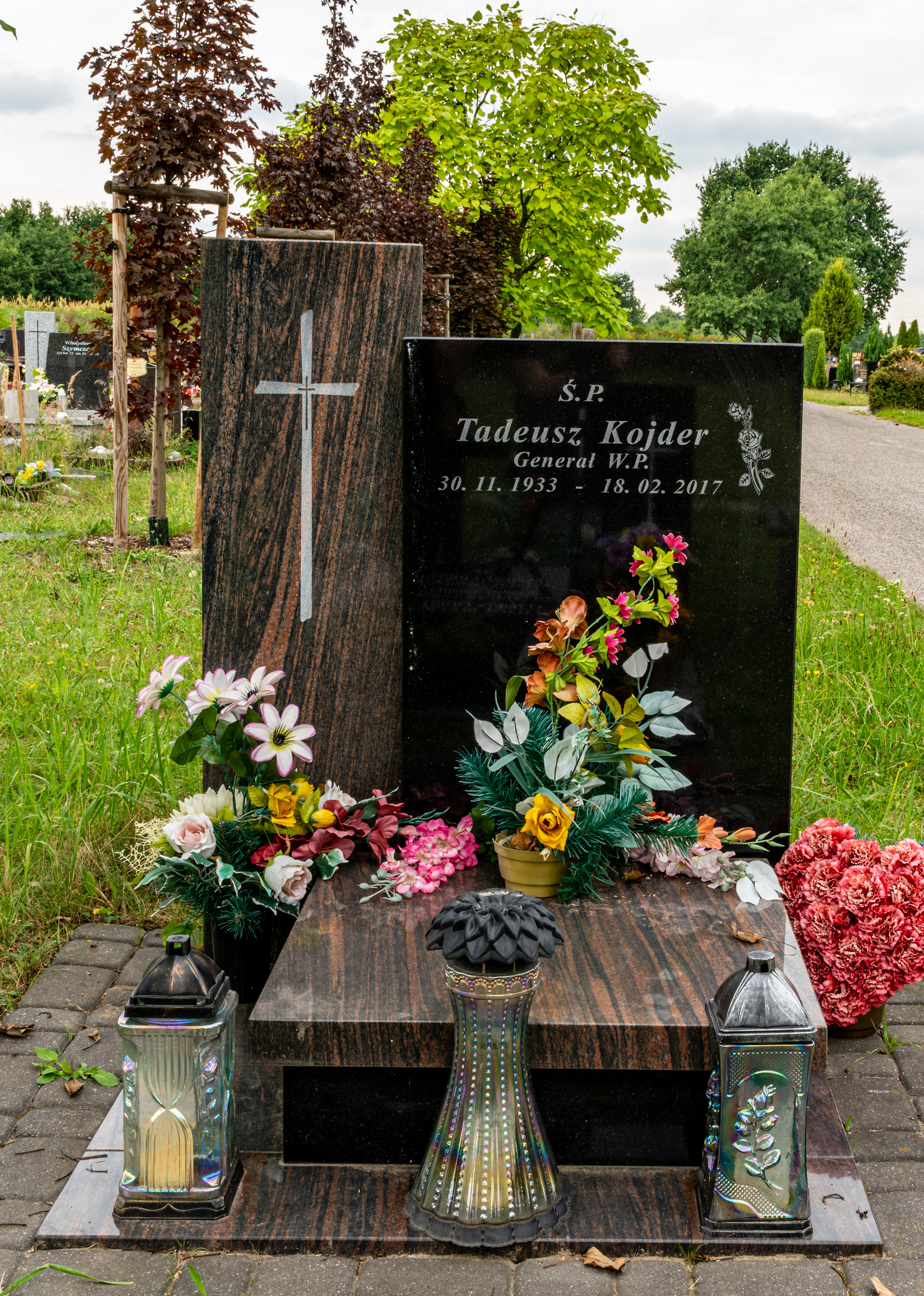
Grób Tadeusza Kojdera na cmentarzu Komunalnym Północnym w Warszawie

Tadeusz Kojder (ur. 30 listopada 1933 w Gorliczynie, zm. 18 lutego 2017 w Warszawie) – generał brygady WP, zastępca szefa Głównego Zarządu Politycznego WP w latach 1985-1989.

## Życiorys
Po ukończeniu w 1951 Liceum Ogólnokształcącego w Przeworsku pracował w oświacie, m.in. jako kierownik szkół podstawowych. 
Od 1953 służył w WP w Pszczynie, gdzie w 1954 skończył szkołę podoficerską. W 1955 skończył ze stopniem chorążego kurs oficerów politycznych w Warszawie i został zastępcą dowódcy kompanii ds. politycznych w Katowicach. Od grudnia 1956 podporucznik, od września 1959 porucznik, od września 1963 kapitan, od lipca 1967 major. W 1958 skończył zaocznie technikum górnicze w Katowicach, a w 1964 z wyróżnieniem studia w Wojskowej Akademii Politycznej w Warszawie i został magistrem pedagogiki i instruktorem sekcji politycznej 42 Pułku Zmechanizowanego w Żarach. Od 1966 sekretarz komitetu PZPR tego pułku, od 1967 zastępca dowódcy pułku ds. politycznych. W lutym 1968 został sekretarzem Komitetu Partyjnego - zastępcą szefa Wydziału Politycznego 11 Dywizji Pancernej w Żaganiu. Od jesieni 1971 zastępca dowódcy 10 Sudeckiej Dywizji Pancernej w Opolu ds. politycznych w stopniu podpułkownika. 
1974-1976 studiował w Akademii Sztabu Generalnego Sił Zbrojnych ZSRR im. K. Woroszyłowa w Moskwie, po czym został pułkownikiem i zastępcą szefa Zarządu Politycznego Śląskiego Okręgu Wojskowego we Wrocławiu. Od września 1977 zastępca szefa Zarządu I w Głównym Zarządzie Politycznym WP w Warszawie. Od jesieni 1980 zastępca dowódcy Wojsk Obrony Powietrznej Kraju ds. politycznych i szef Zarządu Politycznego WOPK, od jesieni 1981 w stopniu generała brygady; nominację wręczył mu w Belwederze przewodniczący Rady Państwa PRL Henryk Jabłoński w obecności I sekretarza KC PZPR Stanisława Kani. 
Od stycznia 1985 zastępca szefa Głównego Zarządu Politycznego aż do jego likwidacji w grudniu 1989. Później był I zastępcą szefa Głównego Zarządu Wychowawczego WP. 1990-1991 szef Wojewódzkiego Sztabu Wojskowego w Warszawie. W lipcu 1991 pożegnany przez ministra obrony narodowej wiceadmirała Piotra Kołodziejczyka i przeniesiony do rezerwy w związku z zakończeniem służby wojskowej (w wieku 57 lat). 
Działacz PZPR. 1986-1990 członek Centralnej Komisji Kontrolno-Rewizyjnej PZPR. W latach 1986-1989 był także członkiem Komisji ds. Wewnątrzpartyjnych oraz Działalności Partii w Organach Przedstawicielskich i Administracji Państwowej Komitetu Centralnego.
Zmarł w wieku 84 lat. Został pochowany na cmentarzu Północnym w Wólce Węglowej (kwatera S-XI-3, rząd 22, grób 1).

## Życie prywatne
Był synem Jana (1901-1982), rolnika i Marii z domu Szarga (1904-1993). Mieszkał w Warszawie. Od 1957 żonaty z Czesławą z domu Krężel. Małżeństwo miało syna i córkę.

## Odznaczenia
- Order Sztandaru Pracy II klasy (1988)
- Krzyż Oficerski Orderu Odrodzenia Polski (1981)
- Krzyż Kawalerski Orderu Odrodzenia Polski (1974)
- Złoty Krzyż Zasługi (1968)
- Medal 30-lecia Polski Ludowej
- Medal 40-lecia Polski Ludowej
- Złoty Medal „Siły Zbrojne w Służbie Ojczyzny”
- Złoty Medal „Za zasługi dla obronności kraju”
- Złoty Medal „Za Zasługi w Umacnianiu Przyjaźni PRL-ZSRR” (1987, TPPR)[3]
- Złote odznaczenie im. Janka Krasickiego
- Medal „Za Zasługi dla 1 Dywizji Artylerii OPK im. Powstańców Śląskich”
- Medal "Za Umacnianie Przyjaźni Sił Zbrojnych" III stopnia (ČSSR, 1972)[4]
- Medal 70-lecia Sił Zbrojnych ZSRR (ZSRR, 1988)[5]

I inne.